# Melanolophia atrifascia
Melanolophia atrifascia là một loài bướm đêm trong họ Geometridae.